# Troféu Asa Branca
De Troféu Asa Branca is een Braziliaanse voetbalbekercompetitie die voor het eerst gespeeld werd in 2016. De trofee wordt over één wedstrijd gespeeld tussen de winnaar van de Copa do Nordeste van het voorgaande jaar tegen een traditieclub uit de Série A. Vanaf 2017 werd de tweede tegenstander de winnaar van de Copa Verde van het voorgaande jaar. In 2018 werd de competitie niet gehouden omdat Bahia, winnaar van de Copa do Nordeste 2017 vanwege het strakke speelschema in het voorseizoen geen vriendschappelijke wedstrijd wilde spelen.

## Overzicht
| Jaar         | Winnaar    | Uitslag       | Verliezer | Stadion           |
| ------------ | ---------- | ------------- | --------- | ----------------- |
| 2016 Details | Ceará      | 3 - 3 (4 - 3) | Flamengo  | Castelão          |
| 2017 Details | Santa Cruz | 1 - 0         | Paysandu  | Estádio do Arruda |

2016 · 2017